# برج تپه
برج تپه در شهرستان مشهد، بخش مرکزی، روستای کنه بیست واقع شده و این اثر در تاریخ ۱۲ تیر ۱۳۸۴ با شمارهٔ ثبت ۱۲۰۷۷ به‌عنوان یکی از آثار ملی ایران به ثبت رسیده است.